# Polyorycta acontioides
Polyorycta acontioides är en fjärilsart som beskrevs av Moore 1882. Polyorycta acontioides ingår i släktet Polyorycta och familjen nattflyn. Inga underarter finns listade i Catalogue of Life.